# はじめてのラブレター
「はじめてのラブレター」は、太田裕美が1993年の5月に発売したシングルである。

## 解説
- 福武書店（現・ベネッセコーポレーション）「進研ゼミ／小学講座」CMソングになった。

## 収録曲
1. はじめてのラブレター
  - 作詞・作曲:太田裕美／編曲:近藤達郎
2. 雨降りお月さん
  - 作詞:野口雨情／作曲:中山晋平／編曲:近藤達郎